# Commerce digital
 (mars 2012).
Si vous disposez d'ouvrages ou d'articles de référence ou si vous connaissez des sites web de qualité traitant du thème abordé ici, merci de compléter l'article en donnant les références utiles à sa vérifiabilité et en les liant à la section « Notes et références ».
Le terme commerce digital (ou commerce numérique) se propage dans le langage professionnel du commerce électronique, du commerce de détail, des grandes surfaces spécialisées, des chaines de magasins, et plus généralement de la distribution. Le commerce digital est de fait une politique de distribution.

## Concept
Le commerce numérique est une nouvelle manière de faire du commerce pour une enseigne ou de marque visant réunir et coordonner les points de contact avec le consommateur dans le but d'améliorer l'efficacité commerciale et la satisfaction du client. 
Le commerce numérique assemble et coordonne : 
- le site web marchand
- le site ou application mobile
- les bornes tactiles
- les caisses en magasin
- l'affichage digital du magasin
- les places de marchés
- les actions sur les réseaux sociaux

Le commerce numérique est par nature centré sur le client. Le consommateur ne perçoit pas la différence entre les canaux.
Un organisme de lobbying dénommé Chambre de commerce digital (non lié aux chambres de commerce) s'est créé en 2014 aux États-Unis.